# Le Père-Lachaise
In Paris wird der Ostwind auch Père-Lachaise genannt, denn der Wind streicht dann erst über diesen Friedhof, ehe er die Stadt erreicht.